# Brungumpad akaciaskrika
Brungumpad akaciaskrika (Eurocephalus anguitimens) är en fågel vanligen placerad i familjen törnskator inom ordningen tättingar.

## Utbredning och systematik
Brungumpad akaciaskrika delas in i två underarter:
- E. a. anguitimens – förekommer från sydvästra Angola till Botswana, Namibia och Zimbabwe
- E. a. niveus – förekommer i Zimbabwe, södra Moçambique, nordöstra Sydafrika (Limpopo och norra KwaZulu-Natal) samt nordöstra Swaziland

### Släktskap
De två arterna i Eurocephalus placeras traditionellt i familjen törnskator (Laniidae). Resultat från genetiska studier  pekar dock på att de utgör en egen utvecklingslinjerna, visserligen nära släkt med törnskatorna, men även med kråkfåglar och tofsskrikan. Detta är dock ännu inte lett till några förändringar, annat än nytt officiellt svenskt trivialnamn från tidigare vitkronad törnskata.

## Status och hot
Arten har ett stort utbredningsområde, men tros minska i antal, dock inte tillräckligt kraftigt för att den ska betraktas som hotad. Internationella naturvårdsunionen IUCN listar arten som livskraftig (LC).

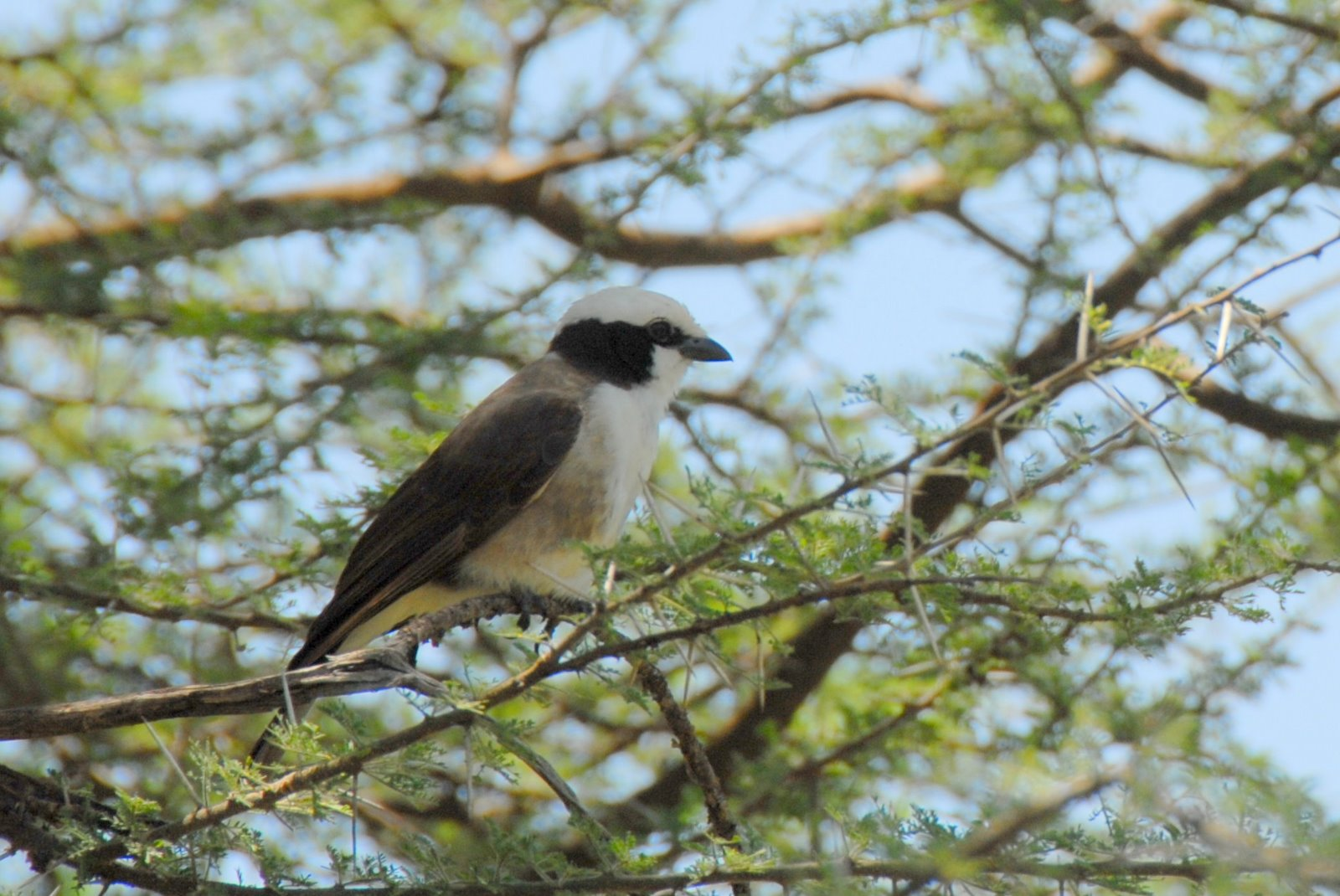
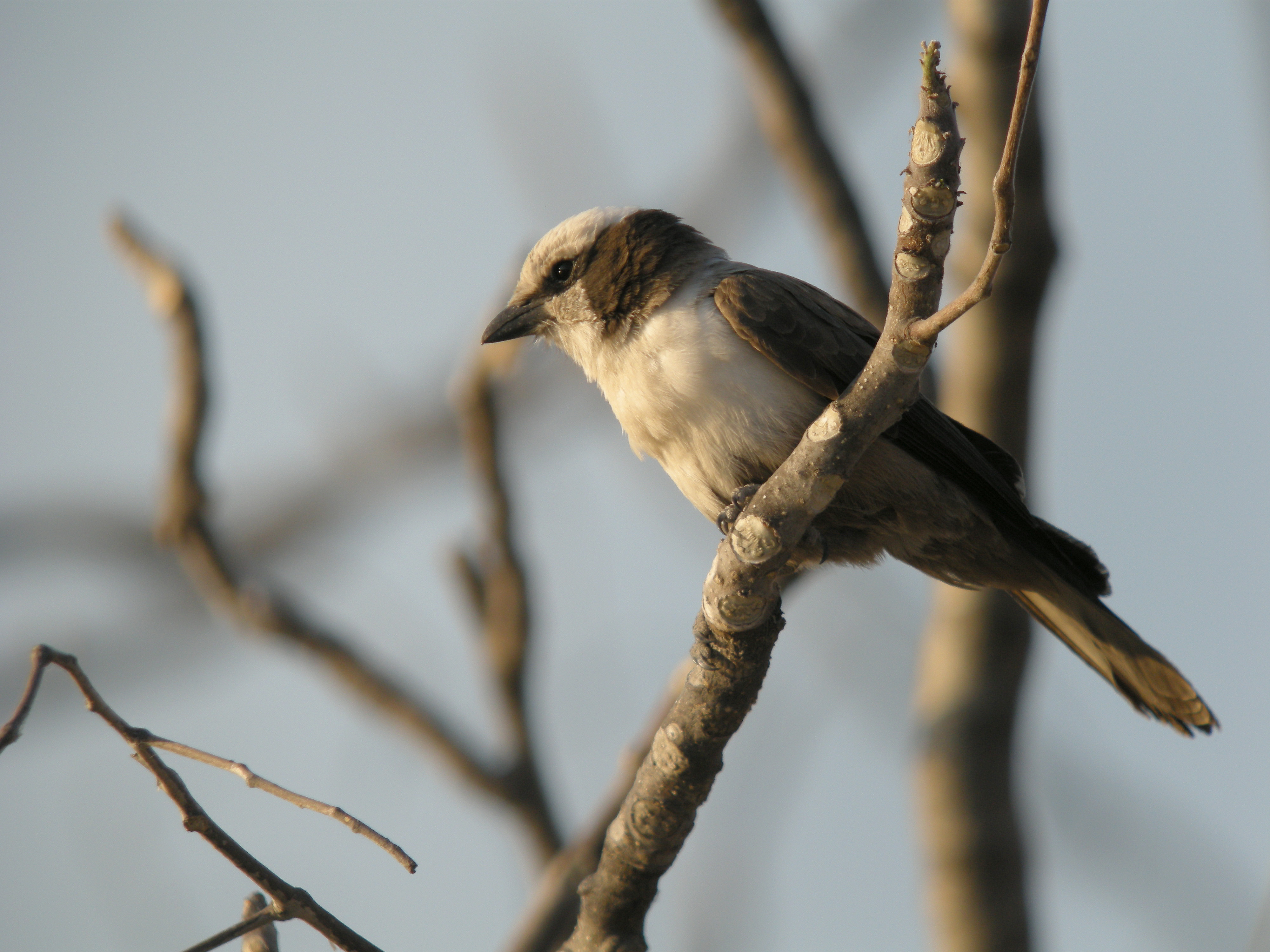